# حاجی احمد شاهوزائی (هیرمند)
حاجی احمد شاهوزائی، روستایی است از توابع بخش مرکزی شهرستان هیرمند در استان سیستان و بلوچستان ایران.

## جمعیت
این روستا در دهستان جهان‌آباد قرار داشته و براساس سرشماری سال ۱۳۸۵جمعیت آن ۱۴۵نفر (۲۶خانوار) بوده‌است.